# LGBT práva v Gruzii

Duhová mapa Gruzie

Gruzie je jednou z mála zemí bývalého Sovětského svazu spolu s Pobaltskými republikami, které mají ve svém právním řádu zakotvenou antidiskriminační legislativu jak v pracovní oblasti, tak i v ostatních aspektech, vč. tretných činů spáchaných z motivu jiné sexuální orientace, což je u soudu považováno za přitěžující okolnost. I přesto je homosexualita všeobecně považována za deviaci z důvodu vysokého vlivu pravoslavné církve a s ní souvisejících tradičních hodnot. Z toho důvodu homosexuálové stále čelí psychickému zneužívání i fyzickému násilí.
Vláda však s tímto negativním trendem úpěnlivě bojuje a snaží se o to, aby se Gruzie mohla zařadit po bok vyspělých evropských zemí a s tím souvisejícím členstvím v NATO. Gruzínský nově zvolený premiér Bidzina Ivanišvili ustanovil, že sexuální menšiny mají stejná práva jako ostatní občané a nikdo jim je nesmí odepřít. Navíc sám vyjádřil znepokojení z nedostatečné informovanosti ze strany médií v otázce napětí veřejnosti ohledně LGBT práv.

## LGBT dějiny a zákony stejnopohlavní aktivity v Gruzii
V r. 1933 byl do trestního zákoníku zahrnut § 121 kvůli vstupu země do Sovětského svazu přímo trestající mužskou homosexualitu až pětiletým vězením nebo těžkými pracemi. Přesný důvod nového zákona je mezi historiky stále nejasný. Někteří se domnívají, že Josef Stalin přijímal antigay zákony stejně jako zákony proti potratům z důvodu obav z porodní krize. Zákony proti sodomii byly za sovětské éry často používány proti disidentům.
Po Rozpadu Sovětského svazu a znovuzískání nezávislosti r. 1991 se od výše uvedených praktik zcela upustilo a od té doby nejsou známy případy aplikace zákonů proti sodomii vůči politické opozici. Nicméně svoboda stejnopohlavní sexuální aktivity nebyla do r. 2000 nijak oficiálně zakotvená, dokud se nenovelizovaly trestní zákony, aby zdejší právní řád byl slučitlený s Radou Evropy a Úmluvou o ochraně lidských práv a základních svobod.
V souladu s § 140 a 141 je legální věk způsobilosti k pohlavnímu styku pro obě orientace stanovený na 16 let.

## Ochrana před diskriminací
Počínaje r. 2006 § 2 odst. 3 Zákoníku práce zakazuje diskriminaci na základě sexuální orientace v pracovněprávních vztazích.
V souladu s novelou Gruzínského Trestního zákoníku (2012) trestné činy spáchané proti jedinci z motivu jeho odlišné sexuální orientace je považováno za přitěžující okolnost a může vést k použití větší trestní sazby.
2. května 2014 schválil parlament antidiskriminační zákon zakazující všechny formy diskriminace na základě sexuální orientace a genderové ideentity. Nový zákon byl publikován veřejnosti 7. května 2014.

## Právo svobodného projevu LGBT
První LGBT akce z r. 2006, která se snažila o rozšíření většího povědomí povědomí a tolerance vůči sexuálním menšinám, přišla vniveč kvůli fámě, že se jedná o pochod gay pride. Patriarcha Ilja za Gruzínskou pravoslavnou církev se k tomu vyjádřil tak, že jakékoli shromáždění, které by se neslo ve jménu LGBT, je zločin.
17. května 2012 gruzínské LGBT hnutí Identoba zorganizovalo umírněný pochod v rámci Mezinárodního dne proti homofobii. Jednalo se o první veřejný pochod za LGBT rovnost v Gruzii. Byl ale přerušen ihned po jeho startu, nicméně nikoli zásahem státních orgánů nýbrž kvůli útoku náboženských skupin spolu s Gruzínskou pravoslavnou církví a radikálně křesťanskými skupinami. Policie proti útokům zasahovala ve snaze ochránit účastníky průvodu, ale neúspěšně, navíc nechtěně zranila i některé oběti místo pachatelů.
Gruzínská vláda za tento skandál a neúspěšný zásah policistů proti radikálům sklidila obrovskou kritiku u Amnesty International. 14. ledna 2013 Identoba a účastníci pochodu podali na Gruzii žalobu k Evropskému soudu pro lidská práva. V žalobě bylo poukazáno na selhání Gruzie v rámci ochrany účastníků LGBT pochodu a za nedostatečné vyšetření útoku a s ním souvisejícím potrestáním pachatelů.
Další pochod v rámci Mezinárodního dne proti homofobii r. 2013 se znovu setkal s agresí. I přesto LGBT aktivisté naplánovali další, ale opět neúspěšně. Tisíce extremistů a homofobů pod vedením gruzínských pravoslavných duchovních hned na to zorganizovali celonárodní protest. Extremisté manifestovali s plakáty Ježíše Krista a slogany Stop podpory homosexuální propagandy v Gruzii nebo Nechceme Sodomu a Gomoru. Některé ženy symbolicky vyzývaly máváním kopřiv k mlácení homosexuálů včetně jedné, co označila údajný gay průvod konaný nemocnými lidmi za odpor proti tradicím a morálce a zároveň vyjádřila svojí připravenost k boji. I přes silnou policejní ochranu, útočníci opět překonali barikády chránící LGBT shromáždění. Nejméně 28 lidí bylo zraněno a pár z nich obklíčeno a uvězněno v autobusech, obchodech a jiných postranních budovách. Díky videu zachycujícímu zásah se policii podařilo zachránit jednoho mladého muže před lynčovánim. Podle vyjádření Asociace gruzínských mladých právníků stát hrubě selhal v oblasti vymáhání práva na shromáždění a demonstrace a s ním související ochranou účastníků. Někteří pozorovatelé incidentu zaznamenali, že policie údajně umožnila pravoslavným duchovnímu a dalším extremistům překonat bariéry a nepřímo jim tak umožnila jejich útok. Premiér Bidzina Ivanišvili spolu s ostatními vysoce postavenými úředníky, násilí veřejně odsoudil. Řekl, že právo na mírumilovné shromáždění a svobodu projevu názoru je nedílnou součástí demokratického zřízení a každý Gruzínec má zcela rovné právo tuto možnost využít. Zároveň i zdůraznil, že násilí, diskriminace a omezování práva jedné skupiny nebude tolerováno a všichni pachatelé těchto činů budou přísně potrestáni v souladu s právním řádem.

## Veřejné mínění
Podle sociálního postoje dotazovaných patří všeobecně homosexuálové do neoblíbených skupin lidí, a dokonce i někteří respondenti jsou ochotní spíše respektovat alkoholiky než homosexuální kolegy v práci. V říjnu 2007 provedl jeden ze soutěžících v Reality TV show Bar-4 coming out. Po údajném telefonátu od hlavy Gruzínské pravoslavné církve Ilji II. prý prezident vyvíjel nátlak na producenty, aby gay účastníka vyřadili z televize.

## Životní podmínky
| Legální stejnopohlavní styk                                                          | (2000) |
| Stejný věk legální způsobilosti k pohlavnímu styku pro obě orientace                 |        |
| Antidiskriminační zákony v zaměstnání                                                |        |
| Antidiskriminační zákony v přístupu ke zboží a službám                               |        |
| Antidiskriminační zákony v ostatních oblastech (homofobní urážky, útoky z nenávisti) |        |
| Stejnopohlavní manželství                                                            | No     |
| Jiná forma stejnopohlavního soužití                                                  | No     |
| Adopce dítěte partnera                                                               | No     |
| Společná adopce stejnopohlavními páry                                                | No     |
| Gayové a lesby mohou otevřeně sloužit v armádě                                       |        |
| Možnost změny pohlaví                                                                |        |
| Přístup k umělému oplodnění pro lesbické ženy                                        | No     |
| Náhradní mateřství pro gay páry                                                      | No     |